# Mopion
Mopion, talvolta scritto in Morpion è un isolotto di sabbia corallina disabitato, facente parte di Saint Vincent e Grenadine nelle Piccole Antille.
L'isolotto, che sorge sulla barriera corallina di Petit Saint Vincent lunga quasi 2 km, è privo di strutture ad eccezione di un ombrellone di legno sulla sabbia, vanta acque incontaminate e cristalline ricche di abbondanti varietà di pesci, viene considerato tra i luoghi più particolari e caratteristici delle Antille.